# 曲回寺石像冢
曲回寺石像冢，位于山西大同灵丘县城南曲回寺村，为第五批全国重点文物保护单位。
该寺附近散步有坟墓丘状石像冢。其为石块堆砌，以沙石掩埋。外部可见内部佛像，并分散不一。其石冢具有晚唐时期佛像雕塑艺术特征，具有历史意义。